# Ascher (Bibel)

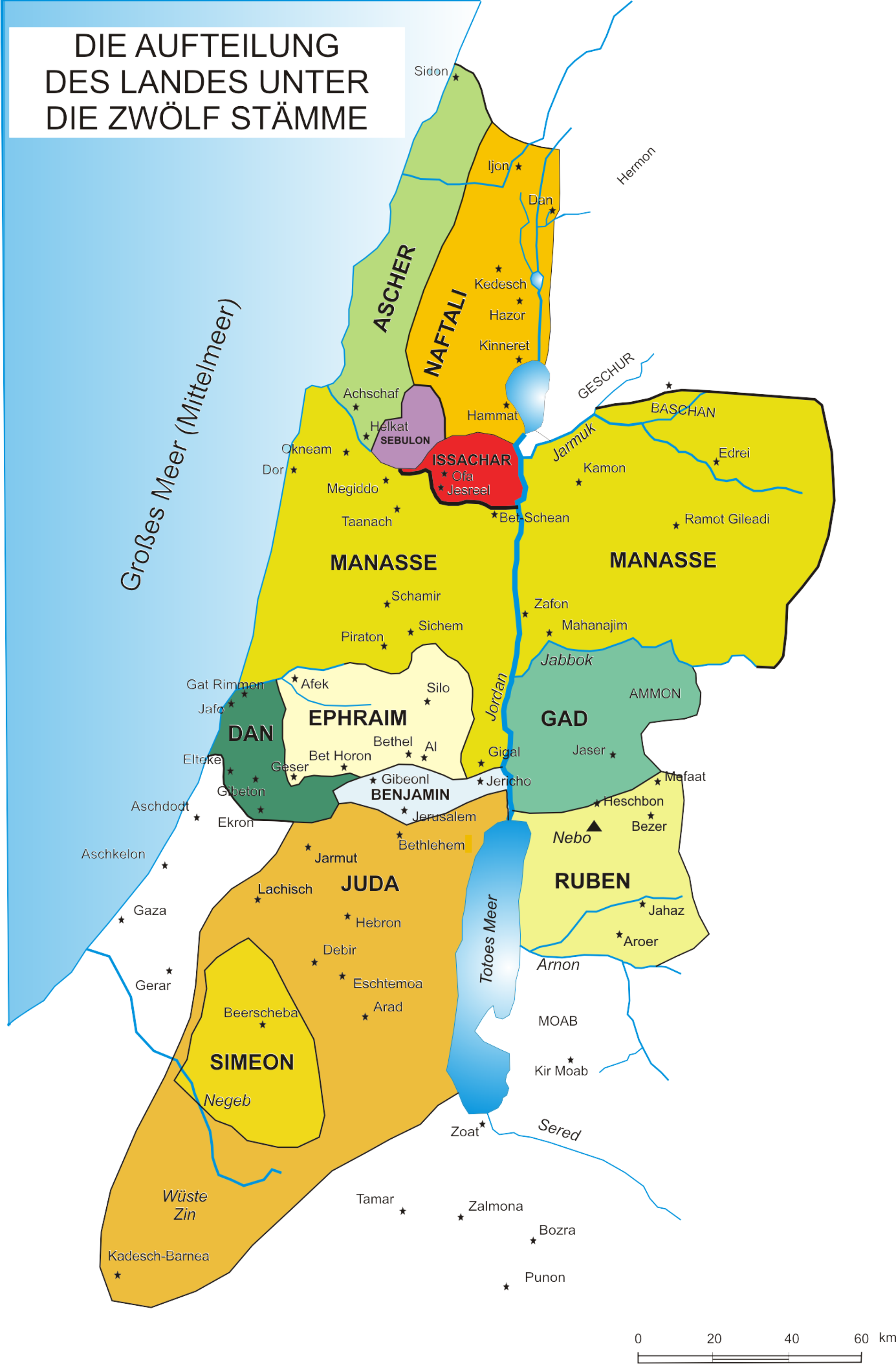
Die 12 Stämme Israels

Ascher (auch Asser;  hebräisch אָשֵׁר ʾĀšēr) ist der Name eines der zwölf Söhne Jakobs, des dritten Erzvaters der Israeliten im Tanach, der hebräischen Bibel. Jakobs Söhne gelten dort als Stammväter der Zwölf Stämme Israels. Ascher ist der achte Sohn Jakobs und der zweite von Silpa, der Magd seiner Frau Lea (Gen 35,26 ). In anderen Stammeslisten erscheinen Gad und Ascher als Letzte in der Reihung der Söhne (Gen 35,26 ; 1 Chr 1,1ff ). Als der Stamm von Jakob nach Ägypten umzieht, hat Ascher vier Söhne, eine Tochter und zwei Enkel (Gen 46,17 ). Jakob und Mose verheißen Ascher in ihren Segen ein fruchtbares Land.

## Stamm
Der Stamm Ascher erhält nach der Eroberung Kanaans ein Gebiet an der Mittelmeerküste, welches unter anderen den Berg Karmel einschließt (Jos 19,23–31 ). Möglicherweise ist dieser Stamm identisch mit dem Volk der Asar, die von Sethos I. besiegt wurden und im Papyrus Anastasi I erwähnt werden.  Nach der israelitischen Reichsteilung wurde das Stammesgebiet Ascher Teil des Nordreichs Israel. In Ezechiels Weissagung bekommt Ascher als zweiter Stamm nach Dan seinen Anteil am verheißenen Land zugewiesen (Hes 28,27 ), nachdem er im Laufe der Geschichte Israels nur eine untergeordnete Rolle gespielt hat.